# カットソー
カットソー（cut and sewn）は、ニット素材（編物）の生地を裁断（cut）・縫製（sew）して作られる衣服の総称。
シャツが平織りなどの布帛（ふはく）生地をベースに縫いあわせて作られること、あるいはニットのセーターが身ごろに分割して半成型したものをつなぎ合わせて作られることに対比した言葉である。
なお、カットソーの生地素材の範囲には様々な議論がある。これは、「カットソーの定義の補足」の節で述べる。
英語では、通常、製品に対してではなく、製造工程自体に対して言及するので、過去分詞ではなく、"cut and sew（英語版）"となる。これは、布帛・編物を問わず、生地を購入して裁断縫製して製品を作り上げることを意味する。すでに縫製された衣類を購入してシルクスクリーン印刷をしたり加工を施して製品化する方法に対比した言葉になる。
このほか、和製英語が英語でも用いられるようになっている言葉で、"cutsew"という単語がある。これは、ブラウスなどロリータ・ファッションの上着部分として言及されることが多い。

## カットソーの分類
1. Tシャツ
2. キャミソール
3. タンクトップ
4. ポロシャツ

など

## 編物生地衣服の分類
衣服の生地は、大きくは、布帛（ふはく）（織物）と、編物、それに不織布その他に分類される。
一般に編物生地衣服の作り方には、
a) 最終的な形まで成型して編む。
b) 身ごろに分割して半成型したものをつなぎ合わせる。
c) 成型せず編んだ（流し編み）生地を裁断・縫製する。
の 3 通りがある。このうち、c) の方法によるものをカットソーという。
布帛生地の衣服の場合も当然 c) の方法で作るが、これはカットソーとはいわない。

## カットソーの用語の利用方法
カットソーという用語は、日本では、以下の3つの異なる（しかし関連が深い）用途に
利用されており、混乱しがちである。
1) 素材・製造工程、ビジネス部門としてのカットソー
2) 商品の説明用語としてのカットソー
3) 商品分類としてのカットソー

### 素材・製造工程、ビジネス部門としてのカットソー
編物の英語は、knit（発音: ニット）であるが、日本では、しばしば、「ニット」という用語は、上記「編物生地衣服の分類」 a) ないし b) の「成型編みのニット」のカテゴリに限定して用いられている。（以下では、この意味でのニットを「ニット（狭義）」と記す。）
そして、c) のカテゴリを「カットソー」と呼び、上記「ニット（狭義）」と区別する。
これは、両者が同じ編物であっても、糸や布の形状、製造工程などが大きく異なる
 ことによる。
この結果、アパレルの大まかな分類として、素材・製造工程の視点からは、布帛、ニット（狭義）、カットソーの3種類に大別されるようになった（下着、和装関係は除く）。
この用語は、現在のアパレルのビジネス部門の名称や企業分類などにも利用されている。
たとえば、ある企業マッチングサイト

では、縫製工場を「布帛、カットソー、ニット、レザー、毛皮、その他」の6つに分類している。
（ただし、一方では「ニット」という用語が、本来の原義といえる「編物全般」の意味で利用されることも多いので、どちらの意味に使われているのか注意を要する。）

### 商品説明用語としてのカットソー
上記の素材・製造工程としてのカットソーは、つくられた衣服製品を販売時に説明するために利用できる。
　例：同じセーターでも、布帛セーター、ニットセーター、カットソーのセーターなど
（注: 上記のように「ニット」が商品分類を修飾している場合、これは「編物のセーター」の意味ではなく、「ニット（狭義）のセーター」の意味である。）
この利用法では、「カットソー」は、Tシャツやセーターのように単独で用いられる商品分類ではなく、既存の商品分類への属性として追加する。（たとえば、カットソー チュニックなど。）
この場合、実際にカットソーであるものは、トップス、ボトムスに関係なく使用できる。
　例: カットソー ブラウス、カットソー ワンピース、カットソー スカート、カットソー パンツなど
また、キャミソールのように、ランジェリーからインナー・アウターの多様な用途・テイストがある場合、カットソー キャミソールと形容すると「ランジェリーではない」、というニュアンスになる。
さらに、Tシャツにカットソーとあえて付記した場合（特に英語での記述の場合）は、Tシャツボディを外部から大量に調達して、それにシルクスクリーンなどの印刷や追加加工を施したものではなく、自社（グループ）の責任で裁断・縫製して製品化したものである、というニュアンスをもつことがある。（これは、英語の用法に由来する。）

### 商品分類としてのカットソー
カットソーは、しばしば単独で商品分類としても利用される。
これは、「カットソー Tシャツ」の商品分類「Tシャツ」を省略したものと近い。
つまり、被りで着用するプルオーバー型のトップスで、前や後に開きがないものである。
また、多くの場合、単なるTシャツではなく、色・柄・デザインなどに意匠をこらしていたりする。
（これに対し、ボトムスや前後に開きがあるトップスのカットソーは、あくまで説明用語として商品分類を修飾するかたちで、カットソー スカート、カットソー カーディガンのように表示することが多い。）

## 新しい動き
カットソーに関しては、マイクロファイバーや弾性糸、高度な立体たて編みをはじめ、さまざまな技術進展
, 

 により、生地特性（光沢感、透け感（シアー性）、ハリ感、落ち感、ドレープ性、防水性、保温性、透湿性、ＵＶカット、耐洗濯性など）の自由度が増している。
一方、逆に、風合いを重んじてあえて生産性に劣る旧世代の吊り編み機,  を用いた生地を使ったり、
日本伝統の和紙を繊維状に加工した抄繊糸
, 
 を用いた生地を使うなど、
伝統の見直しから価値を創り出す流れもある。
このように、風合い、機能性、「おしゃれさ」を追求したり、フルライン化  (シャツ、インナーなどに加えて、コート、ジャケット、ドレス、スカート、パンツを品揃え）などによって、ブランド価値を向上させるチャンスも高まっている。
また、編物全般に関しては、これまで、厚手で目の粗いセーターやカーディガンなどは 上記 「編物生地衣服の分類」 の b) の方法で、そして、より目の詰まった生地では c) の方法で、という棲み分けがなされてきた。近年、a) の作り方をするニット衣服として、全自動機械式よこ編みのホールガーメントが普及をはじめている。これにより複雑な形状でもまったく縫い目のないフィット感の高い衣服が出来上がる。
こうした最新技術により、今後ニット衣料は多様化していくと思われる。
(注: 本項目の記述は、関連する活動のごく一部を参考のため列挙したもので、網羅的なものではありません。）

## カットソーの定義の補足
カットソーの対象となる衣服の範囲には、日本の関係者には様々な意見がある。場合によっては、「ちょっとオシャレなデザインのニットシャツ」という、あいまいな意味でも使われる。
用語・用法の「あいまいさ」や「ぶれ」は、今後、概念のシンプルさ、もたらしうる価値、マーケットの認知、業界慣習、英語の原義との距離感などに影響を受けながら、次第に収束していくと考えられる。（その場合でも、他の意見が単なる「異説」というよりは、カットソーの発展を語る上で欠かすことのできない、歴史的に重要な見解であり続けることに、変わりはないであろう。）
また、最近注目度が上がっている「ジャージー素材」のアウターウェアについても、一般の消費者には紛らわしい点があるので、補足する

### カットソーで用いられる生地の範囲
カットソーの定義の意見の差は、「おしゃれさ」の度合いよりも、用いられる生地の範囲にあることが多い。下記に典型的な立場を列挙した。（下にいくほど、限定が厳しくなる。）
a) 布全般:　編物の流し編みに加えて、布帛全般をも対象に含めて、それらの生地を裁断・縫製すること（英語の原義では、衣服そのものではなく、製造プロセスをさす。日本では通常この意味では用いられない。）
b) 編物全般;　よこ編み（緯編み)に加えてたて編み（経編み）も含めた編物全般の流し編み生地から裁断・縫製して作られた衣服　(布帛生地のものは除外）
c) 丸編み全般:　よこ編みの丸編み生地に限定　(たて編み生地のものは除外）
d) 平編みの丸編み:　平編（天竺、メリヤス）の丸編みに限定し　(フライス・スムースなど他の丸編み編地は除外）
e) 開反した丸編み:　上記 c) d) で、さらに丸編み生地を開反した後に加工した衣服に限定 (開反しないで加工したものは除外）
語源ともいえる米国では、もっとも広い a) の意味での利用が一般的である が、
日本ではより限られた意味に使うことがほとんどである。
生地の範囲でいうと、編物は、よこ編み（緯編み）とたて編み（経編み）に大別される。特によこ編みの流し編み製造法として、らせん状に編む丸編み が主流であり、筒状に編み立てたものを切り開いて平面的な生地とし（これを開反という）、それを裁断・縫製して衣服とすることが多い。
カットソーで使う生地の対象として、定義 b) では、編物生地全般を含み、c) では、丸編み、そして d) では、そのうちの平編のものだけとする。（よこ編み生地には、 平編に加えて、フライス、リブ、スムースなどの種類がある。一方、たて編み生地には、トリコットやラッセルなどがある。）
また、e) の立場だと、「カット」の意味を流し編み生地の裁断加工ではなく、丸編み生地の開反作業に限定している。この立場の場合、丸編みの筒状の生地を開反することなく身頃に利用し、袖を縫い付け、首周り・裾を処理したＴシャツは、カットソーの範疇に入らないことになる。

カットソー・Ｔシャツとして販売されていても、丸編み生地が常に利用されているとは限らない。衣服に高い機能性や「おしゃれさ」を求める場合、生地として他の選択肢が必要となることが多い。
たとえば、保温性が高いサーマルＴシャツでは、しばしばワッフル地とハニカム地の生地が利用される。このうち、ワッフル地は、よこ編みの一種であるが、ハニカム地は、たて編みのラッセルである。したがって、上記 b) の立場だと両方がカットソーになるが、c) だとワッフル地のもののみが該当し、d) の立場だといずれもカットソーではなくなる。
「おしゃれさ」を追求する場合も、使える生地の多様性が求められる。たとえば、主に女性用衣料として、繊細ないしセクシーなテイストのカットソー（特に、ベアトップ、キャミソール、チュニックなど）では、別のインナーで透けを防止する重ね着スタイルでの着用を念頭に、トリコット、ラッセル、チュール、パワーネットなど、丸編み以外のニット素材を用いて、肌合いの柔らかさ、透け感、光沢、華やかさ、しなやかさ、フィット感などを演出することがある。
実際、高機能なたて編み生地のアウターへの導入は急激に進んでいる。たとえば、あるトリコット生地製造メーカーは、伸縮性の高い独自のトリコット生地に特徴があり、糸を購入して製造する自社製品販売のうち、約70%が婦人アウター向けで、下着など他用途向けを大きく上回っている。
ただ、生地や仕立て方がカットソーと同様であっても、ショーツやペチコート、スパッツなどの下着は、カットソーとは呼ばない。一方、キャミソールのように、下着とインナーの両方の側面がある衣類は、インナーの視点からの商品説明として、カットソーと呼ばれる。

### 「ジャージー素材」のアウターウェア
最近、「ジャージー素材」のアウターウェア、と説明するカットソーの衣服が増えている。
非常に紛らわしいことだが、ジャージー素材という用語を、
本来の意味である「ジャージー編の生地」とみるか、それとも、より広い範囲の素材とみるかで、意味が大きく異なる。
ジャージー編(Jersey Stitch)とは、平編の別名である。
一方、高い機能性と快適さを求める現在のスポーツウェアのジャージでは、このジャージー編は、ほとんど利用されていない
。
歴史的には、ジャージー素材とは、平編のみならず、「丸編機で編まれたよこ編み生地全般」をさしていた。現在は、衣料としてのジャージーの高機能化・多様化の影響もあり、ジャージー素材として、肌着用生地を除き、よこ編み生地に加えてたて編み生地も含む「流し編地全般」をさす使い方が広がっている
 。
「ジャージー素材」のアウターウェアは、多くの場合、広範囲の素材や編み方を含む後者の意味で、この言葉を用いる。
たとえば生地として、両面編 の モックロディや、ウール混紡のラッセルなど、張りや「しっかり感」のある、
アウターに適した、ジャージー編以外の生地が用いられている。